# استفن یکم
استفن یکم (به گرجی: სტეფანოზ I)، بین سالهای ۵۹۰ تا ۶۲۷ میلادی، شاهزاده منصوب شده در ایبری از سلسله گوارامی بود. او در جنگ با ارتش مهاجم بیزانس و گوک‌ترک‌ در سال ۶۲۷ میلادی کشته شد.

## سیاست نزدیکی به ایران

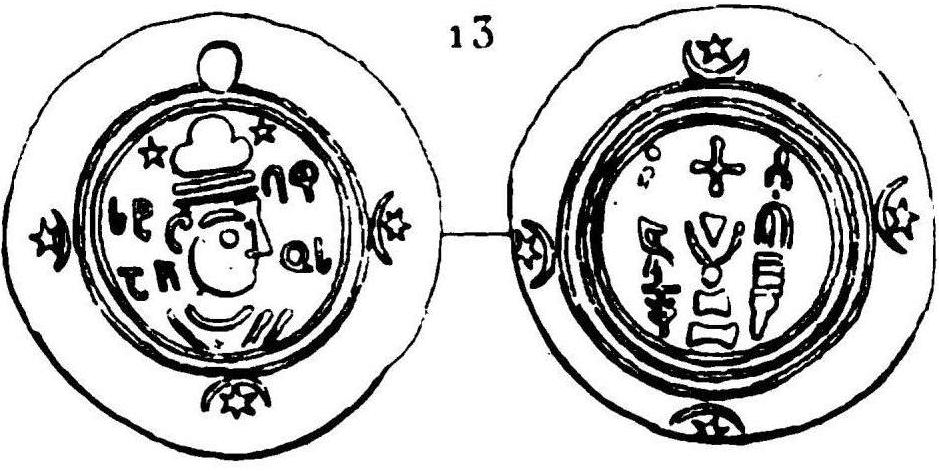
سکه استفن یکم، ضرب شده به سبک سکه‌های ساسانی

استفن، فرزند و جانشین گوارام یکم، سیاست پدرش در طرفداری از بیزانس را به طرفداری از ایران تغییر داد و از طریق وفاداری به پادشاه ساسانی، موفق شد دوباره ایبریا را متحد کند. او تفلیس را به عنوان پایتخت خود قرار داد و با نیرویی متشکل از قوای گرجی و ارتش ساسانی از آن دفاع کرد، زمانی که امپراتور بیزانس هراکلیوس، در اتحاد با خزرها، در سال ۶۲۶میلادی به ایبری رسید. استفن در جنگ اسیر شد و هراکلیوس دستور به کندن پوست بدن او را در حالی که زنده بود داد و بجای او آدارناس یکم از خاندان خسرویانی‌ها که به بیزانس وفادار بودند را بر تخت نشاند.